# Paola Suárez (celebridad de internet)
Paola Suárez (León, Guanajuato, 21 de marzo de 1992) es una celebridad de internet , empresaria ,cantante, youtuber y política mexicana. Alcanzó reconocimiento mediático, a partir de un vídeo viralizado en redes sociales y YouTube en la década de los 2010. Junto con Wendy Guevara, Karina Torres y Kimberly Irene forma parte del concepto artístico de Las Perdidas.
Destacan su participación en 2025 con México al Minuto en Perdida en Tokio, y en 2021 en el reality show La Casa de los Trucos, ambas transmitidas en la plataforma de YouTube.

## Biografía
Nació en el barrio de San Juan de El Coecillo, en León, Guanajuato, el 21 de marzo de 1992. Paola afirma que su identidad de género femenina se manifestó en ella desde temprana edad. Esta situación le acarreó burlas y acosos en la escuela y en el barrio. Se crio parte de su infancia y adolescencia con su abuela. Comenzó a utilizar indumentaria femenina a escondidas de su familia. Con el paso del tiempo, finalmente obtuvo el apoyo familiar. Con 17 años de edad, Paola comenzó a ejercer el trabajo sexual. Primero trabajó en las calles de León; finalmente se mudó a Ciudad de México, donde ejerció el trabajo sexual durante seis años. Paola también se enfrentó al complejo mundo de los procedimientos estéticos erráticos por el que atraviesan muchas mujeres trans y que no han dejado secuelas más graves en su salud. Paola tomó su nombre femenino de uno de los personajes encarnados por la actriz Gabriela Spanic (Paola Bracho) en la telenovela La usurpadora (1998) (anteriormente había utilizado de forma fugaz el nombre Deseo).

### 2017–2022:Las Perdidase incursión en la música
En septiembre de 2017, Paola y su amiga Wendy Guevara fueron a un cerro aledaño a su ciudad de origen. Sus acompañantes se ausentaron por varias horas para buscar bebida. Ambas decidieron grabar un video donde bromearon un poco sobre su situación y pronunciaron la frase: «¡Estamos perdidas, perdidas, perdidas!». Paola compartió su video en su cuenta de Facebook. Un amigo de Paola subió el video a la red social Facebook y dos semanas después, el video se había vuelto viral en redes sociales, obteniendo reconocimiento. En ese mismo año acuden a los Premios MTV Millennial Awards a recoger un premio. Como Paola radicaba en la Ciudad de México, Wendy decidió compartir contenido en YouTube e invitó a Kimberly Irene a secundarla.
Tras el alcance de dicho video, Wendy, Paola y posteriormente también Kimberly, iniciaron el proyecto artístico de Las Perdidas. Las tres crean contenido audiovisual en la plataforma de YouTube. Además han participado en varios programas en plataformas y televisión. En 2019, Wendy y Paola debutaron en televisión al participar en un especial virtual para la telenovela Doña Flor y sus dos maridos (2019), con la cadena Televisa. En sus contenidos en redes, han ido anexando a su grupo de amigos, en lo que ahora se conoce como El clan de las perdidas.

### Agresión en 2024
La tarde del 10 de enero de 2024 sufrió una agresión por parte de su pareja, quien horas antes le había propuesto matrimonio en un video difundido por redes sociales que se hizo viral. Suárez escapó de la golpiza lanzándose desde el balcón de una segunda planta. Fue llevada de urgencia a un hospital, donde los médicos la examinaron y realizaron un parte de lesiones: tenía costillas fracturadas y una ruptura en su tabique nasal, además de una posible perdida de un ojo.

## Distinciones

### Premios y nominaciones
| Año  | Premiación            | Trabajo nominado | Categoría              | Resultado | Ref.   |
| ---- | --------------------- | ---------------- | ---------------------- | --------- | ------ |
| 2017 | MTV Millennial Awards | Las Perdidas     | Lords & Ladies del Año | Ganadoras | [ 12 ] |
| 2021 | MTV Millennial Awards | Las Perdidas     | Filósofas del Año      | Nominadas | [ 13 ] |
| 2022 | MTV Millennial Awards | Las Perdidas     | Miawdio del año        | Ganadoras | [ 14 ] |
| 2023 | MTV Millennial Awards | Ella misma       | Ícono MIAW             | Ganadora  | [ 15 ] |

## Discografía

### Sencillos
- «Dos Tres Trucos»
- «Boca Loca»

#### Cómo invitada
- «Perdidas Empoderadas» junto Karina Torres y Wendy Guevara